# Formoso (kommun i Brasilien, Goiás)
Formoso är en kommun i Brasilien.   Den ligger i delstaten Goiás, i den centrala delen av landet, 250 km norr om huvudstaden Brasília. Antalet invånare är 4 891.
Omgivningarna runt Formoso är huvudsakligen savann. Runt Formoso är det mycket glesbefolkat, med 6 invånare per kvadratkilometer.